# Shane Baumel
Shane Baumel (Long Beach, Califórnia, 12 de fevereiro de 1997) é um ator norte-americano. Irmão de Mikaila Baumel.

## Filmografia
| Ano  | Título                             | Papel            | Notas            |
| 2009 | A Terra Perdida                    |                  |                  |
| 2008 | Surviving Sid                      | Whiny Beaver Boy |                  |
| 2007 | Motoqueiros Selvagens              | Toby             |                  |
| 2006 | Happy Feet - O Pinguim             |                  | Vozes adicionais |
| 2006 | Hammy's Boomerang Adventure        | Spike            |                  |
| 2006 | Lucas - Um Intruso no Formigueiro  | Red Teammate #6  | Voz              |
| 2006 | Ant Bully                          | Ant Kid          | Voz              |
| 2006 | Os Sem-Floresta                    | Spike            | Voz              |
| 2006 | A Era do Gelo 2                    |                  | Voz              |
| 2006 | George, o Curioso                  | Kid              | Voz              |
| 2006 | Bondage                            | Charlie (jovem)  |                  |
| 2005 | Final Fantasy VII: Advent Children |                  | Voz              |
| 2004 | A Boyfriend for Christmas          | Neal Grant       | Para TV          |
| 2003 | A Creche do Papai                  | Crispin          |                  |

## Televisão
| Ano       | Título                              | Papel        | Notas        |
| 2007-2006 | The Emperor's New School            | Tipo         | 11 episódios |
| 2007      | Andy Barker, P.I.                   |              | 1 episódio   |
| 2006      | The New Adventures of Old Christine |              | 1 episódio   |
| 2005      | Phil of the Future                  | Phil (aos 5) | 1 episódio   |
| 2005      | The King of Queens                  | Brandon      | 1 episódio   |
| 2003      | The Bernie Mac Show                 | Billy        | 1 episódio   |

## Prêmios e indicações
| Ano  | Resultado | Premiação          | Indicação                                      |
| ---- | --------- | ------------------ | ---------------------------------------------- |
| 2004 | Indicado  | Young Artist Award | Melhor conjunto jovem / Por: A Creche do Papai |